# Вентилятори місцевого провітрювання

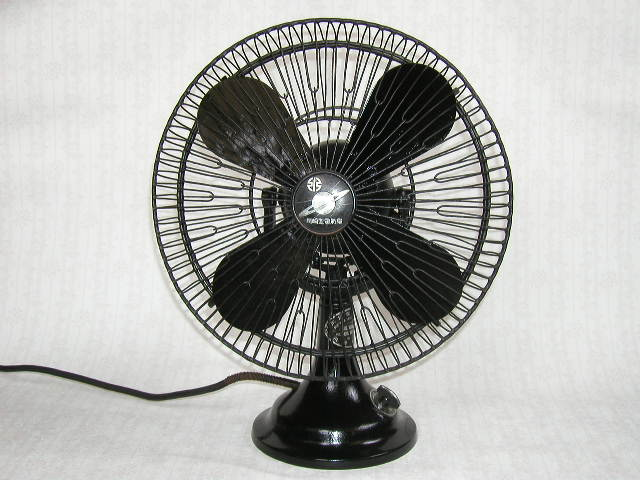
Настільний вентилятор

Вентиля́тори місце́вого прові́трювання — невеликі вентилятори, розташовані біля місць роботи називаються вентиляторами місцевого провітрювання.

## Історія
Перші вентилятори були введені в експлуатацію ще в 1923 році для провітрювання тих місць, де повітря не могло природним чином доходити до тупикових гірничих виробок. Протягом наступних років сотні тупикових виробок були оснащені такими вентиляторами.
Велика робота у області вентиляції місцевого провітрювання виконана фірмою «Дуот Вентілейшен», яка встановила напрямний апарат керований за допомогою пневмоприводу.
Наступне покоління вентиляторів було досить своєрідним: з 5-ма насадженими на робоче колесо лопатками гвинтового типу і 10-ма зігнутими напрямними лопатками, які призначалися для закручування потоку що входить в реактивну область на половині діаметра робочого колеса за напрямними лопатками. Ці вентилятори могли подавати 1,18 м³/с повітря на 1525 м по довгих каналах.

## Загальний опис
Вентилятори місцевого провітрювання завжди використовуються з турбіною, що прикріпленою з одного боку вентилятора і протягується до вибою. Турбіна вмонтовується безпосередньо по колу робочого колеса, унаслідок чого вентилятор має компактний вигляд. Перші вентилятори місцевого провітрювання мали закритий двигун, який обертався навколо нерухомої осі. Робоче колесо вентилятора було відкритого типу і кріпилося безпосередньо до валу двигуна. Ефективність вентиляторів з приводом від стислого повітря значно нижче, ніж вентиляторів з електричним приводом, тому останні замінили перші.
Перші великі вентилятори були дуже надійні, щоб відповідати проектним вимогам. Розрахунки на міцність виконувалися уручну, іноді за допомогою логарифмічних таблиць, а пізніше за допомогою логарифмічної лінійки. Сьогодні для оптимізації вибору вентиляторів з потрібними показниками, розрахунку тиску, вибору матеріалів, підшипників і поліпшення конструкції вентиляторів використовуються комп'ютери.
Також на практиці звичайним є встановлення електронних пристроїв для контролю вібрації і температури підшипників. Це робиться для запобігання поломки вентилятору, своєчасного проведення ремонту і покупці запасних частин.
Частина подачі вентилятора йде по трубі в вибій, а частина викидається по трубі з вентилятора.
Вентилятори місцевого провітрювання мають деякі переваги над звичайними засобами подачі повітря у вибій (перемичка). Перемичка часто використовується для розділення проходу, щоб направляти повітря в вибій. Трубопровід потребує меншого простору, чим перемичка, і зазвичай менш схильний до пошкодження. Трубопровід забезпечує кращу видимість для операторів і кращу маневреність для устаткування.
Вентилятори місцевого провітрювання повинні бути встановлені і працювати так, щоб запобігти рециркуляції повітря. Рециркуляцію можна усунути реверсуванням потоку повітря у вентиляторі. Якщо вентилятор місцевого провітрювання переміщає більше повітря, чим подає вентилятор головного провітрювання, то відбудеться рециркуляція повітря.

### Осьові вентилятори
Сучасні вентилятори, широко вживані в різних галузях промисловості, мають нестійку характеристику тиску при подачі вентилятора нижче оптимальної. Ця область називається областю зриву потоку на лопатках робочого колеса. У нових осьових вентиляторів ВМ з меридіональним прискоренням потоку відсутні ці недоліки. Це досягається за допомогою спеціального стабілізуючого пристрою, розташованого в корпусі вентилятора. Область експлуатаційної можливості вентиляторів із стабілізуючим пристроєм дуже збільшується (практично удвічі), тоді як робота вентилятора з нестійкою характеристикою в зоні зриву потоку і посиленою вібрацією цілком виключена. У результаті, не зважаючи на малі розміри вентиляторів, їх висока ефективність гарантована. Шум, що створюється вентилятором нового типу, — 5-6 Дб, що нижче чим у стандартних осьових вентиляторів, при тій же продуктивності і тиску. Переваги вкладені у вентилятори типу ВМ підштовхнули до розробки безліч аеродинамічних схем і конструкцій вентиляторів призначених для шахтної промисловості. Різноманітність аеродинамічних характеристик полегшує вибір найвідповіднішої моделі вентилятора для вентиляції шахт. Вентиляція тупикових виробок і тунелів зазвичай виконана за допомогою знов розроблених вибухозахищених вентиляторів ВМ, які вбудовані у вентиляційні труби діаметром 400, 500, 600, 800, 1200 мм. Подача вентилятора може змінюватися за допомогою напрямного апарату.

### Допоміжні вентилятори
Додаткові вентилятори встановлюються в підземному повітряному каналі на додаток до основних вентиляторів. Вони називаються допоміжними вентиляторами. Вони рідко зустрічаються у вугільних шахтах, але цілком звичайні в невугільних шахтах. Вони повинні встановлюватися і постійно працювати, щоб запобігти рециркуляції.